# 環境開発
環境開発株式会社（かんきょうかいはつ）は、北海道赤平市に本社を置き、認知症対応型共同生活介護事業所（グループホームのぞみの家本館・グループホームのぞみの家2号館・グループホームのぞみの家3号館）並びに認知症対応型通所介護事業所（デイサービスセンターのぞみ）を運営している西出興業株式会社の関連会社である。

## 沿革
- 1964年 - 西出商事株式会社として設立。
- 2002年 - 西出商事株式会社を環境開発株式会社と社名変更。
- 2003年 - 認知症対応型共同生活介護事業所「グループホームのぞみの家本館」を2ユニットで開設。
- 2005年 - 認知症対応型共同生活介護事業所「グループホームのぞみの家2号館」を2ユニットで開設。
- 2008年 - 認知症対応型共同生活介護事業所「グループホームのぞみの家3号館」を2ユニットで開設。
- 2008年 - 認知症対応型通所介護事業所「デイサービスセンターのぞみ」を開設。

## 本社
- 北海道赤平市大町一丁目3

## 施設
のぞみの家本館・2号館・3号館、デイサービスセンターのぞみ
- 北海道赤平市宮下町三丁目1

## 関連会社
- 西出興業
  - 西出ハイヤー
  - 光文堂